# 217-та піхотна дивізія (Третій Рейх)
217-та піхотна дивізія (Третій Рейх) (нім. 217. Infanterie-Division) — піхотна дивізія Вермахту за часів Другої світової війни. Дивізія 3-ї хвилі мобілізації Сухопутних військ Третього Рейху брала участь у Польській, Французькій кампаніях, билася на Східному фронті. В бойових діях під Києвом восени 1943 була знищена, її залишки увійшли до складу корпусної групи «С».

## Історія
217-та піхотна дивізія сформована 17 серпня 1939 в Алленштайні з особового складу Ландверу I військового округу під час 3-ї хвилі мобілізації Вермахту. Спочатку дивізія виступала в ролі навчального формування для підготовки військовозобов'язаних, викликаних з резерву в контексті підготовки Третього Рейху до війни в Польщі.
З початком Другої світової війни дивізія перебувала у резерві 3-ї польової армії генерала артилерії Г.фон Кюхлера групи армій «Північ», знаходячись на території Східної Пруссії. На першому етапі польської кампанії 217-та дивізія сприяла 4-й армії в прориві через Польський коридор, вела бої з частинами польської армії «Модлин» у битві на Млаві, за Модлин та в боях за Варшаву.

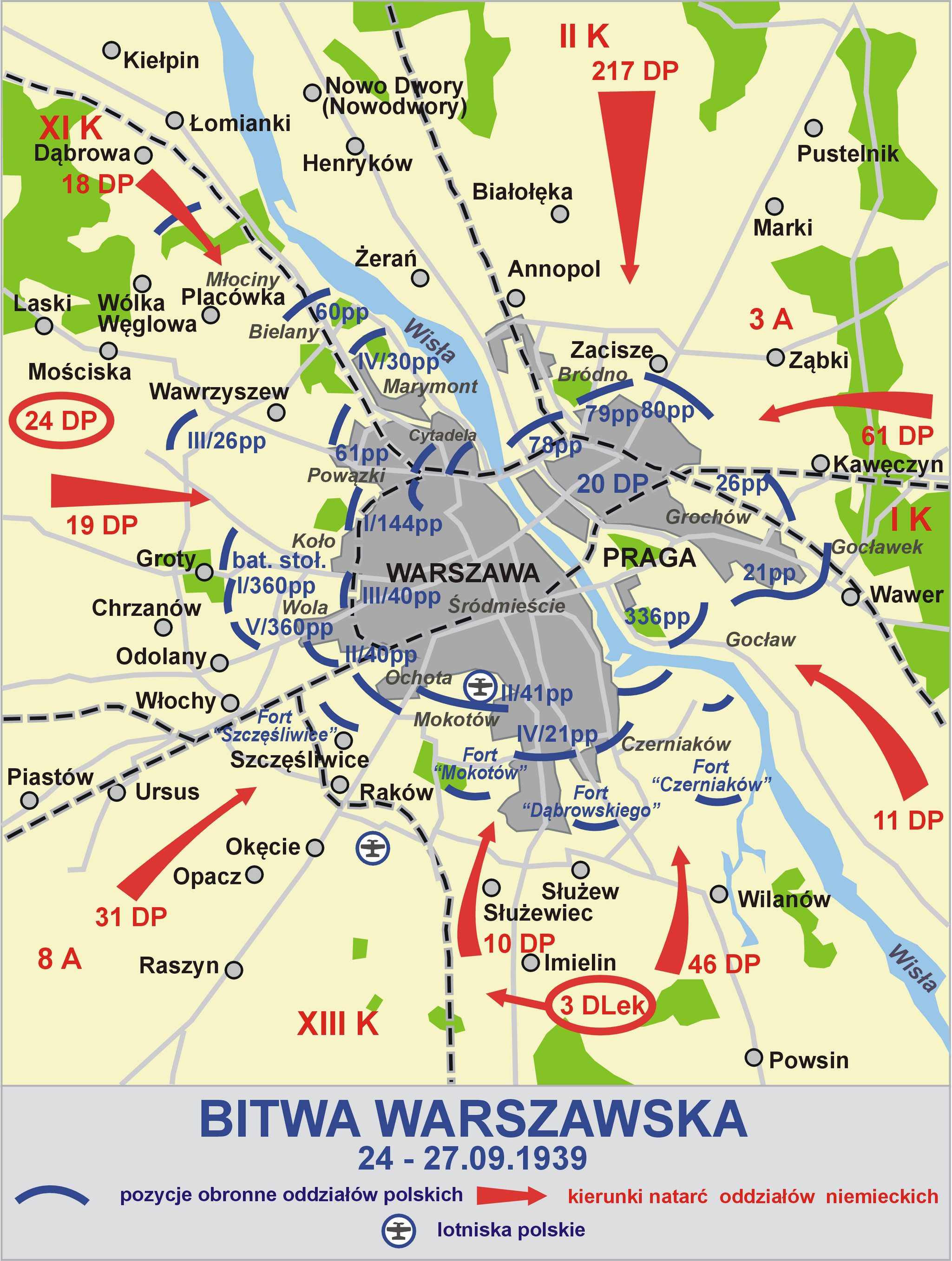
Бойові дії 217-ї піхотної дивізії під час боїв за Варшаву. Вересень 1939

Після капітуляції Польщі частини дивізії виконували окупаційні та резервні функції в північній і центральній Польщі, яка тривала до квітня 1940 року. На її фондах здійснювалося формування нових польових батальйонів та бойова підготовка таких підрозділів. 23 листопада 1939 року 4-та, 8-ма та 12-та піхотні роти піхотних полків були перетворені на кулеметні роти батальйонів, і в полкову структуру введена 15-та рота саперів.
На початку 1940 року дивізію перекидають на Західний фронт, вона включена до штату резерву ОКГ і дислокується у Зості у Вестфалії. Згодом дивізія брала участь у бойових діях на півдні Бельгії, билася у Франції, відзначилася у боях за Лілль. У другій частині Французької кампанії 217-та дивізія брала участь у бойових діях за Париж, де тимчасово використовувалася як підрозділ забезпечення безпеки.
У липні 1940 року 217-та піхотна дивізія була перекинута назад у Східну Пруссію і застосовувалася для забезпечення безпеки кордонів.
22 червня 1941 дивізія у складі XXVI-го армійського корпусу 18-ї армії групи армій «Північ» з району зосередження біля Мемеля зранку перейшла німецько-російський кордон. Дивізія вела бойові дії біля литовських Шилутє, Ретавас, латиської Єлгави, за Ригу, Валміеру, билася з радянськими військами біля Чудського озера і згодом у битві за Таллінн.
217-та піхотна дивізія брала участь у висадці морського десанту на Моонзундські острови, провадила висадку сил на острови Вормсі та Хіюмаа.
Після опанування Моонзундського архіпелагу 217-та дивізія перекинута на південний фланг фронту блокади німецькими військами навколо Ленінграду. У жовтні 1941 формування веде бої на березі Фінської затоки поблизу західної околиці Оранієнбаума. Взимку-весною 1942 дивізія билася проти радянського наступу на Любань.
У квітні 1942 року перекинута на фронт під Ленінград. Тут дивізія залишалася до серпня 1943 року, коли її потріпані підрозділи були відведені з передової до резерву 18-ї армії.
Перебувала у складі резерву армії в районі Кіріши, доки після прориву радянських військ на південному фланзі німецько-радянського фронту у Київській області, дивізія була терміново перекинута у жовтні 1943 року до України. Тут вона билася у складі LIX-го армійського корпусу на рубежах поздовж Дніпра біля Десни, Димарки та Горностайполю північніше Києва. Вела оборонні та ар'єргардні дії на околицях Коростеня. У боях з радянськими військами дивізія зазнала колосальних втрат, тому 2 листопада 1943 була розформована, а її рештки були зведені у корпусну групу «С».

## Райони бойових дій
- Польща (вересень 1939 — травень 1940);
- Франція (травень — серпень 1940);
- Німеччина (Східна Пруссія) (серпень 1940 — червень 1941);
- Східний фронт (північний напрямок) (червень 1941 — вересень 1943);
- Східний фронт (південний напрямок) (вересень — листопад 1943).

## Командування

### Командири
- генерал-майор, з 1 жовтня 1939 генерал-лейтенант Ріхард Бальтцер (нім. Richard Baltzer) (17 серпня 1939 — 14 лютого 1942);
- генерал-лейтенант Фрідріх Баєр (нім. Friedrich Bayer) (14 лютого — 27 вересня 1942);
- генерал від інфантерії Отто фон Ляш (нім. Otto Lasch) (27 вересня 1942 — жовтень 1943);
- генерал-лейтенант Вальтер Поппе (нім. Walter Poppe) (жовтень — 2 листопада 1943).

### Підпорядкованість
| Час      | Корпус                                     | Армія                       | Група армій (округ)   | Штаб               |
| -------- | ------------------------------------------ | --------------------------- | --------------------- | ------------------ |
| 1939     |                                            |                             |                       |                    |
| вересень | —                                          | 3-тя армія                  | Група армій «Північ»  | Польща             |
| листопад | XXXV-е командування особливого призначення | Прикордонний сектор «Центр» | Група армій «Центр»   | Польща             |
| 1940     |                                            |                             |                       |                    |
| січень   | XXXV-е командування особливого призначення | Прикордонний сектор «Центр» | Група армій «Центр»   | Польща             |
| травень  | z.Vfg.                                     | ОКГ                         | ОКГ                   | Польща             |
| червень  | I-й ак                                     | 4-та армія                  | Група армій «B»       | Зост               |
| липень   | XXVI-й ак                                  | 18-та армія                 | Група армій «B»       | Північна Франція   |
| вересень | XXVI-й ак                                  | 18-та армія                 | Група армій «B»       | Східна Пруссія     |
| 1941     |                                            |                             |                       |                    |
| січень   | XXVI-й ак                                  | 18-та армія                 | Група армій «B»       | Східна Пруссія     |
| травень  | II-й ак                                    | 16-та армія                 | Група армій «C»       | Східна Пруссія     |
| червень  | XXVI-й ак                                  | 18-та армія                 | Група армій «Північ»  | Рига, Таллінн      |
| серпень  | XXXXII-й ак                                | 18-та армія                 | Група армій «Північ»  | Прибалтика         |
| жовтень  | XXVI-й ак                                  | 18-та армія                 | Група армій «Північ»  | Оранієбаум         |
| 1942     |                                            |                             |                       |                    |
| січень   | XXVI-й ак                                  | 18-та армія                 | Група армій «Північ»  | Оранієбаум         |
| травень  | XXVIII-й ак                                | 18-та армія                 | Група армій «Північ»  | околиці Ленінграда |
| 1943     |                                            |                             |                       |                    |
| січень   | XXVIII-й ак                                | 18-та армія                 | Група армій «Північ»  | околиці Ленінграда |
| березень | XXXVIII-й ак                               | 18-та армія                 | Група армій «Північ»  | Волхов             |
| серпень  | z. Vfg.                                    | 16-та армія                 | Група армій «Північ»  | околиці Ленінграда |
| вересень | z. Vfg.                                    | z. Vfg.                     | Група армій «Північ»  | околиці Ленінграда |
| жовтень  | LIX-й ак                                   | 4-та танкова армія          | Група армій «Південь» | Київ               |

### Склад
| Вересень 1939                          | Травень 1943                              |
| -------------------------------------- | ----------------------------------------- |
| 311-й піхотний полк                    | 311-й гренадерський полк                  |
| 346-й піхотний полк                    | 346-й гренадерський полк                  |
| 389-й піхотний полк                    | 389-й гренадерський полк                  |
| 217-й артилерійський полк              |                                           |
| 217-й розвідувальний батальйон         |                                           |
| 217-й протитанковий дивізіон           | 217-й винищувально-протитанковий дивізіон |
| —                                      | 217-й фузілерний батальйон                |
| 217-й інженерний батальйон             |                                           |
| 217-й дивізійний батальйон зв'язку     |                                           |
| 217-те дивізійне управління постачання |                                           |
| 217-й запасний батальйон               |                                           |